# Udio
Udio是一個生成式人工智慧模型，能根據簡單的文字提示生成音樂。包含人聲和樂器。其免費的測試版於用戶可選擇按月或按年訂閱付費服務，以解鎖更多功能，例如音频修复。現只支援生成英語歌聲。
Udio先前由Google DeepMind的研究團隊於2023年12月創立，並由Udio的執行長David Ding領導。該計畫獲得風險投资公司安德里森·霍羅維茲，以及歌手威廉和凡夫俗子等人的財務支持。評論家讚揚其生成逼真人聲的能力，但也有人對其訓練資料可能包含受版權保護的音樂提出擔憂。

## 歷史
Udio於2023年12月由四名前Google DeepMind的研究人員創建，包括 Udio的執行長David Ding、Conor Durkan、Charlie Nash、Yaroslav Ganin，以及Andrew Sanchez。他們以Uncharted Labs的名義推出該計畫。Udio獲得風險投資公司安德里森·霍罗威茨、音樂發行商 UnitedMasters、音樂人威廉、Tay Keith和凡夫俗子、投資人凱文·沃爾 、Instagram聯合創辦人邁克·克里格，以及DeepMind 研究員 Oriol Vinyals的資金支持，總計募得1,000萬美元的種子基金，加上此前募集的850萬美元該計畫經過數月的封闭测试階段後，於2024年4月10日在Udio官網以測試版形式公開發佈。截至2024年年4月，用戶每月可免費生成600首歌曲 桑切斯表示，Udio的目的是讓音樂人能夠「創作出優秀的音樂，並在未來從這些音樂中賺取收益」 。Udio的發佈緊隨其他文字生成音樂工具的推出，例如Suno AI和 Stability Audio。
Udio被曾被用來創作Willonius Hatcher的惡搞歌曲《BBL Drizzy》，該歌曲在Drake與Kendrick Lamar的恩怨背景下爆紅。歌曲在發佈第一週便於Twitter獲得超過2,300萬次觀看，並於SoundCloud上達到330萬次串流播放。
2024年8月，由奧地利製作人Butterbro使用Udio創作的歌曲《Verknallt in einen Talahon》成為首支進入德國排行榜前50名的AI生成歌曲。

## 功能
Udio根據文字提示創作歌曲，提示內容可以包括音樂类型（如男聲四重唱、鄉村、古典、嘻哈、德国流行音乐和硬摇滚等）、歌词、故事方向，以及模仿其他藝術家的風格。歌詞由大型語言模型（LLM）生成，而音樂生成的具體技術截至2024年4月尚未公開。該程式會根據提示生成兩首歌曲，使用者可以通過進一步的文字提示來「重新混合」歌曲。最初生成的歌曲約為30秒長，並可按30秒的增量進行延長。付費訂閱者則可使用更高級的功能，例如音訊修補 。